# Albert Quenon
 (juin 2024).
Albert Quenon, né à Wasmes le 12 avril 1809 et mort à Mons le 2 juillet 1883, est un ingénieur et industriel belge.

## Biographie
Après avoir suivi d'excellentes études, Albert Quenon rejoint les bureaux de la Société du Couchant du Flénu, dont il devient directeur-gérant de 1857 à 1861. En 1847, avec beau-frère Philemon Lheureux, il exploite des charbonnages à Quaregnon. Il devient également administrateur de la Société de charbonnage de Bonnet et Veine-à-Mouches et de la Société charbonnière des Seize-Actions. Propriétaire du Charbonnage de la Cossette à Quaregnon, celui-ci fusionne avec les Charbonnages du Couchant du Flénu en 1850. 
La Société générale pour favoriser l'industrie nationale lui fait intégrer la direction des Chemins de fer du Haut et du Bas Flénu. Il succède à Frédéric Corbisier en tant que directeur des Chemins de fer du Flénu. 
Membre du conseil d'administration de la Compagnie du chemin de fer d'Orléans à Rouen à partir de 1869, il en devient le directeur en 1871.
Il est également administrateur de la Société pour la route de Mons vers Bavay (1841), de la Société de la route d'Eugies à Mons (1847), des Charbonnages du Grand Bouillon et des Chevalières du Bois de
Saint-Ghislain à Dour (1860-1868), de la Société des Houilles grasses du Levant d'Elouges (1865), de la Société du chemin de fer de Frameries à Chimay (1868 à 1871), de la Compagnie des chemins de fer des bassins houillers du Hainaut (1873-1877), de la Société générale d'exploitation de chemins de fer (1871-1873) et de la Compagnie de chemins de fer de Bressuire à Poitiers (1874).
Il est secrétaire de la commission administrative de la Caisse de prévoyance établie à Mons en faveur des ouvriers mineurs de 1864 à 1866. 
Échevin de Pâturages depuis 1848, il se distingue durant l'épidémie de choléra et siège au conseil provincial pour le canton de Boussu à partir de 1858.

## Publications
- Plan des chemins de fer industriels du Couchant de Mons (Bruxelles, Vandermaelen, 1866)

## Littérature
- Notice dans un dictionnaire ou une encyclopédie généraliste :   - Biographie nationale de Belgique